# 不動塾事件
不動塾事件（ふどうじゅくじけん）とは、1987年6月9日から6月10日にかけて起こった監禁・傷害致死事件である。

## 概要
埼玉県秩父郡吉田町（現・秩父市）の「不動塾」は、不登校や非行少年、障害を持つ15歳から25歳の青少年が親元を離れて集団生活しながら「自立を促す」ということを目的とし、塾長・香川倫三が営んでいた私塾である。

### 被害者の生い立ち
被害者の少年は老舗の漢方医薬の卸問屋の娘だった母とその婿養子だった父と少年の幼い弟の裕福な4人家族の家庭の元で幼少期を過ごした。少年の母親は料理が出来なかったため、食事については菓子パン代のお金を少年に渡して済ませていた。母親は家業（仕事）一筋で家庭の事をあまりせず、家にも帰って来ない様な人だったと言い、不在がちだった母親の代わりに少年は幼い弟の面倒をみていた。その様な家庭事情から両親の喧嘩も絶えなかった。
被害者の少年は小学校3年生の時に両親が離婚し、少年は母親が引き取る事となった。そして少年は小学5年生頃から不登校となった。少年の家族は裕福な家庭であったが両親の離婚がきっかけで家庭崩壊となっていった。弟思いで父親が好きだった少年は母親の都合で一方的に離婚して父親を家から追い出した母親の事を好きではなかった為、少年は母親に反抗的だった。
被害者の少年は中学2年生の時に父親の住所を探し、一度父親の所に行った事があるが、すでに父親は他の女性と再婚し新しい家庭を築いていた為、少年は幻滅し「父親の所にはもう二度と行かない」、「父親も嫌いだ」と言い、二度と父親の所に行かなかった。そうなると少年は嫌いな母親の所にいるしかなく、この頃から母親に対して反抗的な態度を取るようになり、しばしば家庭内暴力を起こしていた。母親はそんな少年を、埼玉県浦和市にある神経サナトリウムに無理やり連れていき、精神科医の勧めで少年は3週間精神病院に強制的に鑑定入院させられた。これがきっかけとなり、少年は母親に対してさらなる不信感と憎しみを抱く様になり、母親に対しての暴力行為がより酷くなっていった。身長が180cm近くもある大柄な少年が恫喝するだけで小柄だった母親は息子に怯えていたと言う。

### 不動塾へ入所
母親はテレビで不動塾の事を知り、「家庭内暴力・不登校を矯正する」ために嫌がる少年を1985年12月不動塾に強引に預けた。不動塾に預けられた少年は香川塾長からの体罰指導や、新人である少年に対して塾生からいじめの標的にされた。コーラの瓶で頭を殴られた事もあったと言う。また入所者の多くが元暴走族など非行少年だったので入所者が職員の目を盗んで不動塾に持ち込んでいたたばこや酒を勧められ覚えたりして過ごした。
少年は不動塾は刑務所と同じだと感じ、一刻も早く不動塾から出る為、模範生の振りをして不動塾のやり方にまじめに従った。また少年曰く、「親から子供を連れてほしい」と金で依頼され、香川塾長と元暴走族の少年らによる「拿捕隊」の塾生が拉致まがいの連れ去りを行う事があると言う。強制連行された塾生は不動塾に従うまで暴行を受け、依頼金の30万円のうち、20万円は香川塾長の取り分で残りの10万円は「拿捕隊」に参加した塾生の小遣いになると言う。少年も他の塾生から「拿捕隊」に誘われたがそれには参加しなかったと言う。そして少年は1986年3月に「再び家庭内暴力を起こしたり不登校になった場合、制裁する」との条件で、一旦退塾した。

### 退所後
その後、自宅に戻った被害者の少年は、堀越学園に入学し中学3年になり、まじめに登校を続けた。しかし1986年5月初め、長髪検査による「身だしなみ点検」の際、些細な理由で教師から体罰を受ける。同級生が髪の毛が長い事で丸刈りにしろと怒鳴られて言われていたのを横で見ていた少年が「そんなの関係ないとよ」と茶々を入れ、同級生を庇った。少年の態度に激怒した教師が少年の顔を強く殴ったという。少年は鼓膜に穴が開く被害を受ける。病院で緊急手術をするが鼓膜に穴が開いたため治らず片耳に難聴の後遺症が残った。片耳が聴覚障害となった事がショックになり、それをきっかけとして少年は大人に対し再び不信感を抱く様になり再び不登校になり、飲酒や喫煙などの非行や家庭内暴力に再び走って行った。

### フリースクールへ通学
前述の事件から２箇月後の1986年7月、少年の家庭内暴力から何とかしたい母親は再度、少年を不動塾に入れようと図る。一方で少年は高橋良臣が代表を務める登校拒否文化医学研究所ともカウンセリングし、当時同研究所と提携関係にあった神奈川県横浜市にあるフリースクールに通うようになった。さらに同研究所が運営していた山梨県の大須成学園のサマースクールに参加し、そこで少年は不動塾から逃れる為に同研究所が運営する横浜の寮への入寮を希望したが代表者が「少年が反抗的で協調性が欠ける」と判断し、さらに少女売春疑惑など少年が入っていた不動塾の悪い噂を聞いていたので同塾に関わる事を嫌って少年の入寮を拒否した。一方で横浜市のフリースクールは少年を拒絶せず受け入れたので少年はフリースクールに通い続けた。正月の日に少年の為に正月を祝った心許したフリースクールの所長に将来の夢を聞かれ、「アメリカの高校で勉強して漢方薬の卸問屋を引き継ぐ為にアメリカで日本の漢方薬を広める事業の仕事したい」と中学を卒業したらアメリカ留学の夢を語った。それを聞いた、フリースクールの所長は回復傾向にあると理解を示し、少年もそこを頼りに快方に向かっていった。
一方、不安から不動塾に頼っていた母親は、塾長の香川から数百万円の高額な壺などを買わされる等しており、母親は香川塾長を熱狂的に信じる親密な仲となっていた。そんな母親は突然、失踪し不動塾の塾生の家族の家にお世話になっていた。そんなある日、横浜市のフリースクールの所長の立ち会わせの下、母親の事をまだ許してはないものの、少年は母親と再会し一旦話し合った。少年は「アメリカ留学の為の費用と不動塾と縁を切って不動塾に自分を連れていかない事と、いじめられていると聞いた生き別れた幼い弟を守る事」の3つの事を母親に頼んだ。母親はアメリカ留学費用は約束したものの、不動塾の事はだんまりで何も答えなかった（前述のとおり母親は不動塾を高く崇拝していた）。そして母親と香川塾長は「少年は回復していないと」決めつけ母親は拿捕を依頼、香川塾長と「拿捕隊」の塾生達は強制連行未遂を東京都千代田区神田の実家へ繰り返し行う。
やがて拿捕隊のメンバーらしき人物がフリースクールのある横浜市周辺にも出没するようになったことから、少年は身の安全確保の為、フリースクールで知り合った友人の家に寝泊まりさせてもらったり、フリースクールの所長部屋で寝泊まりなどもさせてもらったりしながら過ごした。そして1987年4月、少年は難を逃れるため幼少の頃からよく可愛がってくれた母方の祖父を頼り、横浜市のフリースクールの支援もあって母親に所在を知らせずに鎌倉市大船近くのアパートで、一人暮らしを始め、アメリカ留学の為にパスポートも申請し英会話教室に通い続けた。

### 拉致・リンチ・暴行死
しかし、英会話教室からアパートに帰宅する際、尾行していた不動塾の「拿捕隊」により所在を突き止められ、1987年6月9日午後9時半頃に、香川塾長や塾生5人がバールを使いシャッターをこじ開け侵入し、エアガンなど凶器を使い、殴る蹴るの暴行を加え衰弱した状態にして拉致・連行した。
1987年6月10日深夜0時過ぎ、塾に到着後、罰として少年を1階の土間にあるバーベル用のベンチにうつ伏せに縛り上げ、口に軍足を押し込んだ状態にして、1人10回ずつ金属バットで臀部を手加減無しに叩くよう塾生らに指示し、塾長と塾生で合計約220回殴打した。その後2階で塾生による塾長黙認の鉄パイプ、熱湯などを使った執拗かつ凄惨なリンチが未明まで続き、少年はおよそ6時間後に外傷性ショックで死亡した。
その後、香川塾長と塾生2人が監禁・傷害致死で逮捕された。塾生2人は不起訴となったが、香川塾長は起訴された。1989年2月14日、浦和地裁秩父支部は塾長に求刑5年に対して、懲役3年6ヶ月判決が下る。1989年12月5日、東京高裁は一審を破棄、懲役3年が確定。
また母親は不起訴となったが、香川塾長の逮捕後に母親は「息子を死なせてしまったのは全て私の責任で私が悪いんだ。香川塾長は悪くない」と香川塾長を庇っていた。
その後、不動塾は閉鎖され廃塾となった。

## 関連事件
- 風の子学園事件
- 戸塚ヨットスクール事件
- 丹波ナチュラルスクール#暴力・虐待事件
- 恩寵園事件
- 指導死